# ジャック・シャスタニエ
ジャック・シャスタニエ (Jacques Chastanié、1875年7月24日 - 1948年4月14日)は、フランスの陸上競技選手。ロリアン出身。1900年パリオリンピックに出場。2500m障害では、カナダのジョージ・オートン、イギリスのシドニー・ロビンソンに次いで銅メダルを獲得。5000m団体競争では、イギリスとの2チームによるレースとなり、10人中5位でゴール、イギリスに敗れ2位で銀メダルとなった。さらに、4000m障害にも出場。上位3位をイギリス選手に独占され、シャスタニエは惜しくも4位であった。